# Miconia alloeotricha
Miconia alloeotricha är en tvåhjärtbladig växtart som först beskrevs av Ignatz Urban, och fick sitt nu gällande namn av Judd, Penneys och James Dan Skean. Miconia alloeotricha ingår i släktet Miconia och familjen Melastomataceae. Inga underarter finns listade i Catalogue of Life.